# Temblando (canción)
«Temblando» es una canción del grupo de pop español Hombres G, que fue lanzada en el año de 1986, como parte de su tercer álbum de estudio Estamos locos... ¿o que? 

## Antecedentes y significado
El tema fue publicado como el quinto y último sencillo de dicho disco aunque en ese momento pasó sin pena ni gloria al igual que otros temas famosos.La canción se convirtió en otro éxito más de la banda y en la historia de la agrupación.
El significado de la canción está inspirada en una experiencia real que vivió el vocalista David, ya que la canción trata sobre la ruptura de una relación amorosa.

## Lista de canciones

### CD - Sencillo[7]
| Temblando — Single |                          |          |  |
| N.º                | Título                   | Duración |  |
| 1.                 | «Temblando»              | 3:13     |  |
| 2.                 | «Huellas en la baja mar» | 3:28     |  |

## Versiones
En el año 2011 cantan la canción en versión acústico con el dúo mexicano-estadounidense femenino Ha*Ash.
En 2018 hacen el cover a dueto con la banda de origen argentino Enanitos Verdes en un concierto durante el continente americano de la agrupación.